# Ħaġar Qim

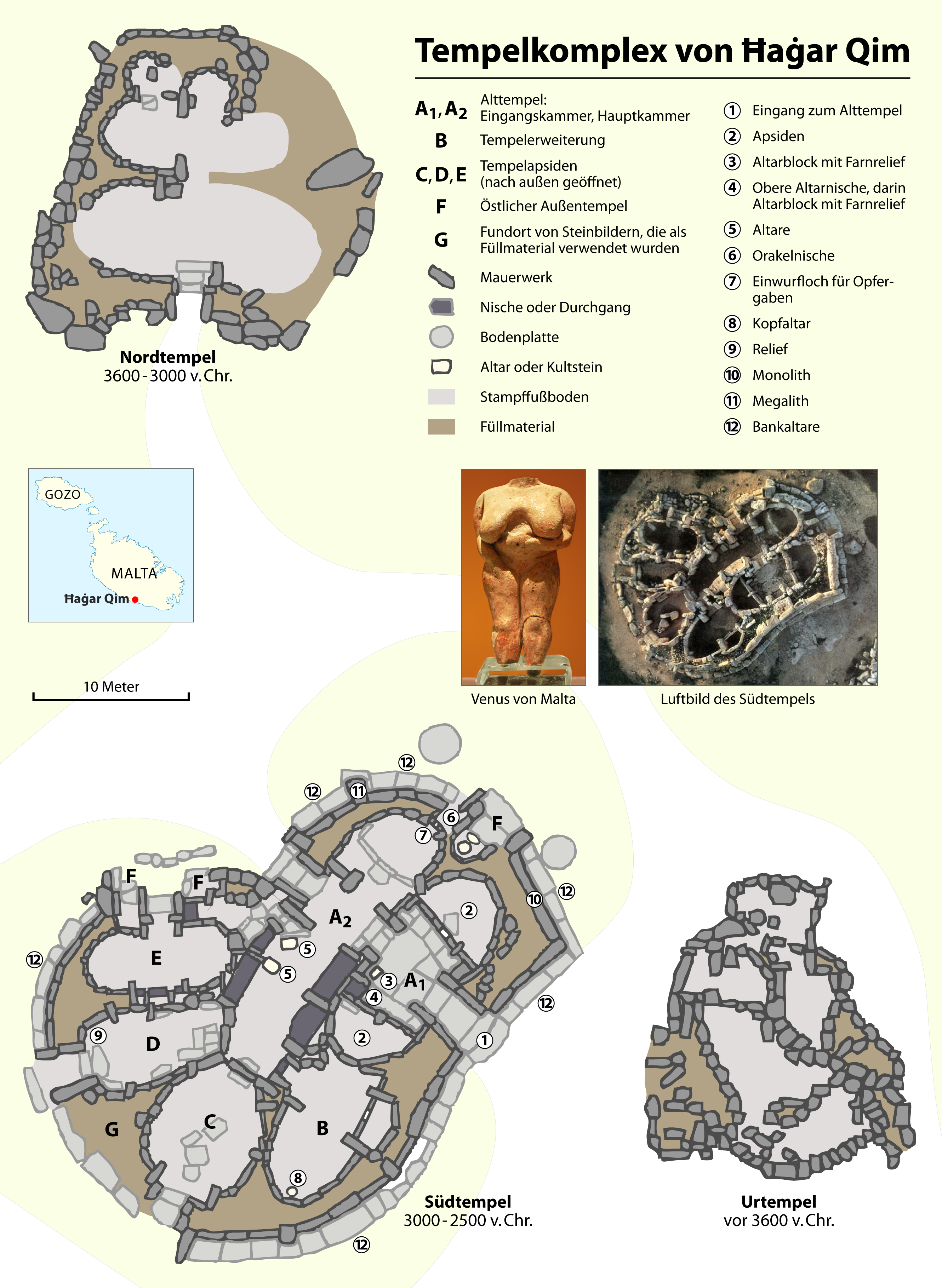
Plan von Ħaġar Qim

Ħaġar Qim (gesprochen Hadschar-’iim) ist einer der fünf großen maltesischen Tempelkomplexe und befindet sich, zusammen mit dem nahegelegenen Tempel von Mnajdra, südlich von Qrendi auf einem Hochplateau über dem Mittelmeer.

## Beschreibung
In diesem Tempelkomplex finden sich die Reste von vier Tempeln, die zwischen 3600 und 2500 v. Chr. entstanden sind, darunter der am besten erhaltene Südtempel. Er gehört einerseits zwar an den Anfang der Tempelphase, entstand aber in seiner heutigen Form durch diverse Umbauten in der Spätphase und ist ein für Malta einmaliger agglutinierender Tempel. Keramikfunde belegen seine Nutzung ab der Mġarr-Phase während der gesamten Tempelkultur in der Geschichte Maltas.
Der ursprüngliche, in seiner Ahornblattform noch erkennbare Tempel wurde im zentralen Teil (gelb-A2), im Bereich der oberen Altarnische, mit einem zweiten Eingang versehen und damit profaniert. Dies belegt die weitgehende Entfernung der Bodenplatten in diesem Bereich. Die linke Raumbucht dieses Tempelteils wurde nach links durch einen Korridor erweitert, der den internen Zugang zum Tempelteil B ermöglicht. Dieser ersetzt offenbar die Raumbucht im Bereich A2, so dass der rot-gelbe Bereich als eine Einheit aufgefasst werden kann. Der Tempel B hat auch wieder den zuvor üblichen, gegenüber viel älteren Anlagen nur mehr rudimentären Kopfaltar (aber keine zweite Raumbucht und keinen separaten Zugang). Die Tempel C, D und E haben separate äußere Zugänge, sind aber Innen im Vergleich zu der alten, im Tempel A1-A2 sichtbaren Form, anders strukturiert.

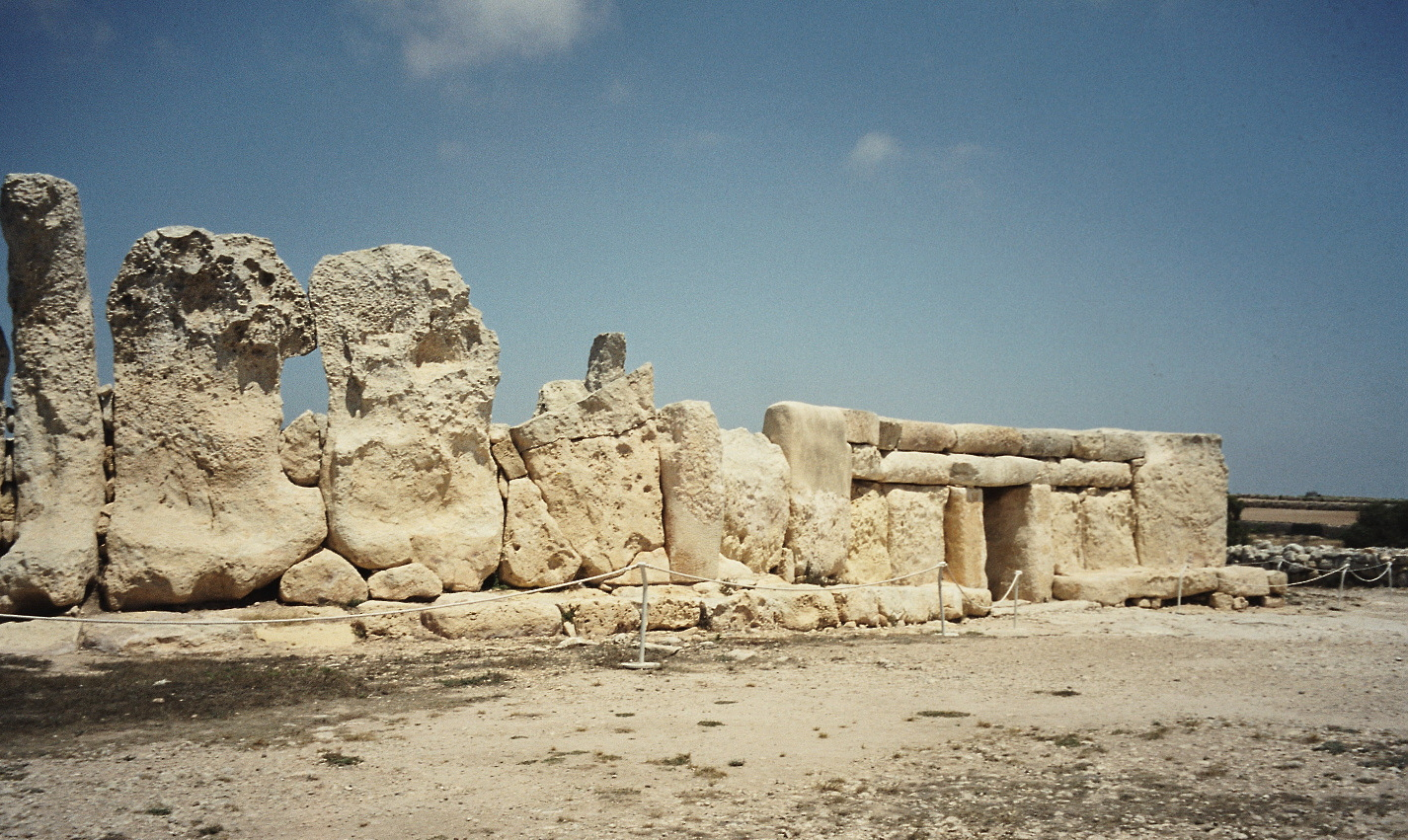
Eingang Ħaġar Qim

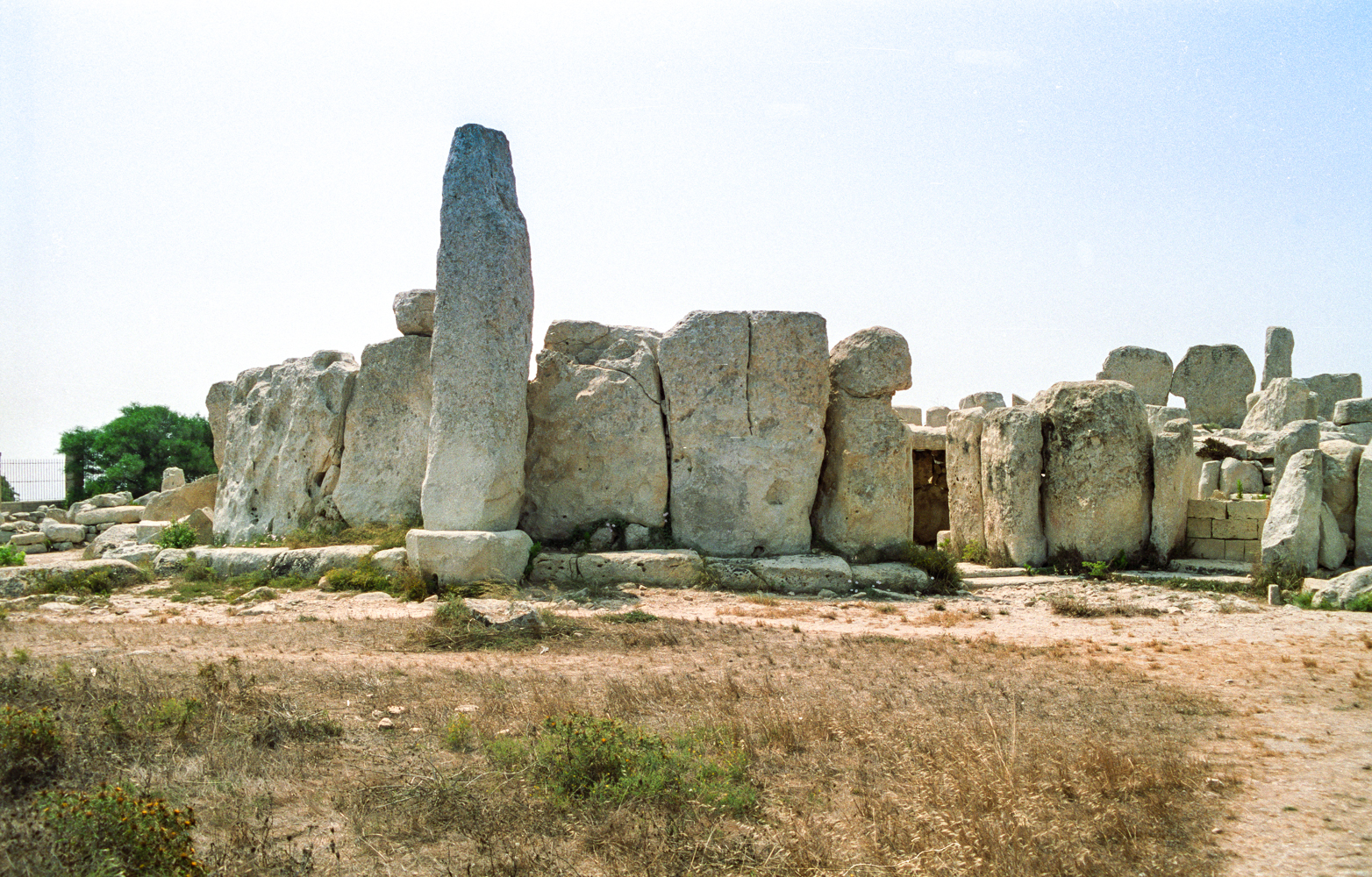
Ħaġar Qim von 1992

Im vorderen Teil des Alttempels A1 wurden zwei mit Farnrelief verzierte Altarblöcke und die Venus von Malta gefunden. Seine beiden Raumbuchten oder Apsiden sind durch geschlossene Megalithreihen unterteilt, die nur fensterartige Durchbrüche haben, die vermutlich dieselbe Funktion hatten die nun der Orakelnische zukam. Die mit der Umgestaltung verbundene religiöse Umwälzung führte offenbar auch dazu, dass die Bevölkerung nun Zugang zu kleinen, offenen Außentempeln (F) und zur so genannten Orakelnische erhielt. Sie hat eine Öffnung zum Tempelteil (A2) durch die nicht etwa geweissagt wurde, sondern Opfergaben in den Tempel geworfen werden konnten, die sich im rot gestrichelten Bereich ansammelten, der von einer niedrigen Steinbarriere eingefasst war. Dass es sich um eine zumeist mit Auseinandersetzungen verbundene Aktion handelte, zeigen Reste von figürlichen Darstellungen die im grau gestrichelten Bereich (G) gefunden wurden. Dieser Teil war einst durch das (graue) Füllmaterial der Zwickelbereiche unzugänglich, so dass die hier sekundär wiederverwandten (entsorgten) Steinbilder nicht mehr sichtbar waren. Die Tempel wurden aus globigerinem Kalkstein errichtet. Die Fassade des gesamten Komplexes wurde von einem Bankaltar zur Ablage von Opfergaben umgeben, die übliche Exedra wurde völlig ersetzt. Neben dem östlichen Außentempel (F), bei der Orakelnische liegt der größte Monolith der je in einer maltesischen Tempelfassade verwendet wurde. Er ist 3 m hoch, 6,40 m lang und wiegt etwa 20 t. An der Nordseite befindet sich ein stehender Megalith von 5,20 m Höhe.

## Erforschung
Die Anlage war den Bewohnern Maltas zwar seit jeher durch frei stehende Steine bekannt, sie wurde jedoch erst seit 1839 mit systematischen archäologischen Ausgrabungen komplett freigelegt. 1992 wurde Ħaġar Qim, gemeinsam mit anderen bronzezeitlichen Tempelanlagen Maltas, als die Megalithischen Tempel von Malta zum UNESCO-Weltkulturerbe erklärt. 2009 wurde die Anlage von Ħaġar Qim, wie auch das benachbarte Mnajdra, zum Schutz vor schädlichen Umwelteinflüssen mit einer Zeltkuppel überdacht, die für die Zeit der Restaurierung in den nächsten ca. 20 bis 25 Jahren stehen bleiben soll.